# Jun Kamiwazumi
Jun Kamiwazumi (神和住 純, Kamiwazumi Jun), né le 1er octobre 1947 dans le district de Kashima, est un joueur de tennis japonais.

## Carrière
En 1967, Jun Kamiwazumi est médaillé d'argent des Jeux universitaires à Tokyo où il perd contre Koji Watanabe. En 1970, il est médaillé d'or en double à Turin avec Toshiro Sakai. Il est diplômé en économie de l'Université Hōsei.
Il participe aux Jeux olympiques d'été de 1968 à Mexico où il est battu par l'Allemand Ingo Buding au premier tour du tournoi de démonstration et en quart de finale du tournoi d'exhibition.
Pionnier du tennis professionnel japonais aux côtés de Toshiro Sakai, il remporte le championnat national du Japon en simple et en double de 1971 à 1973.
En 1974, alors classé n°99, Kamiwazumi bat au premier tour du tournoi de Roland-Garros le n°7 mondial, Stan Smith (3-6, 6-4, 8-6), puis récidive deux mois plus tard à Boston (5-7, 6-2, 7-5) alors qu'il était 4e mondial. Il a aussi battu le 15e mondial Dick Stockton à Houston en 1975. Il intègre ces années-là le circuit WCT et participe à une vingtaine de tournois.
Jamais finaliste sur le circuit professionnel en simple, il atteint une demi-finale à Hilversum en 1971. Il est aussi quart de finaliste à Cincinnati en 1972 et 1974 et à Tokyo 1979. En double, il a participé à deux finales à Osaka en 1973 avec Ken Rosewall et au WCT de Denver en 1974 avec Mark Cox. Il met fin à sa carrière internationale en 1977 tout en continuant à jouer sur le circuit japonais jusqu'en 1983.
Membre de l'équipe du Japon de Coupe Davis entre 1968 et 1983, Jun Kamiwazumi a joué au total 20 rencontres. En 1972, lors de la finale du groupe Asie, il réussit l'exploit avec son partenaire Toshiro Sakai, de battre la paire Australienne composé de Mal Anderson et Geoff Masters (6-3, 9-7, 1-6, 6-3). En 1981, il participe au premier tour du groupe mondial contre la Suède mais perd ses deux matchs.
Après sa retraite, il a commenté pour la télévision le tournoi de Wimbledon de 1977 à 1981. Chargé d'enseignement à l'université Hōsei au département des sciences du sport et de la santé, il a écrit sept ouvrages sur le tennis. Il a été capitaine de l'équipe du Japon de Coupe Davis de 1997 à 2004 et président de la Fédération japonaise de tennis (JPTA).

## Palmarès

### Finales en double messieurs
| No | Date       | Nom et lieu du tournoi             | Catégorie | Surface    | Vainqueurs                | Partenaire   | Score    |  |
| -- | ---------- | ---------------------------------- | --------- | ---------- | ------------------------- | ------------ | -------- |  |
| 1  | 08-10-1973 | Osaka Open Osaka                   |           | Dur (ext.) | Jeff Borowiak Tom Gorman  | Ken Rosewall | 6-4, 7-6 |  |
| 2  | 22-04-1974 | Tournoi de tennis de Denver Denver |           | NC         | Arthur Ashe Roscoe Tanner | Mark Cox     | 6-3, 7-6 |  |

## Parcours dans les tournois duGrand Chelem

### En simple
| Année | Open d'Australie | Open d'Australie | Internationaux de France | Internationaux de France | Wimbledon       | Wimbledon    | US Open         | US Open         |
| ----- | ---------------- | ---------------- | ------------------------ | ------------------------ | --------------- | ------------ | --------------- | --------------- |
| 1968  | 2e tour (1/16)   | Geoff Pollard    | —                        | —                        | —               | —            | —               | —               |
| 1972  | 1er tour (1/64)  | W. Coghlan       | —                        | —                        | 2e tour (1/32)  | Mike Estep   | 1er tour (1/64) | Robert Maud     |
| 1973  | —                | —                | 2e tour (1/32)           | C. Barazzutti            | 1er tour (1/64) | Greg Perkins | 3e tour (1/16)  | Ken Rosewall    |
| 1974  | —                | —                | 2e tour (1/32)           | J. Fassbender            | —               | —            | 1er tour (1/64) | Armistead Neely |
| 1975  | —                | —                | 2e tour (1/32)           | Paul Kronk               | 2e tour (1/32)  | Arthur Ashe  | 1er tour (1/64) | Vijay Amritraj  |
| 1976  | —                | —                | 1er tour (1/64)          | Billy Martin             | 1er tour (1/64) | C. Pasarell  | —               | —               |

N.B. : à droite du résultat se trouve le nom de l'ultime adversaire.

### En double
| Année | Open d'Australie                                                                  | Open d'Australie                                                                 | Internationaux de France                                                              | Internationaux de France                                                          | Wimbledon                                                                           | Wimbledon                                                                        | US Open | US Open |
| ----- | --------------------------------------------------------------------------------- | -------------------------------------------------------------------------------- | ------------------------------------------------------------------------------------- | --------------------------------------------------------------------------------- | ----------------------------------------------------------------------------------- | -------------------------------------------------------------------------------- | ------- | ------- |
| 1971  | —                                                                                 | —                                                                                | 1/8 de finale T. Sakai \|\| style="text-align:left;" \| B. Carmichael R. Ruffels      | —                                                                                 | —                                                                                   | 1er tour (1/32) T. Sakai \|\| style="text-align:left;" \| Bob Hewitt F. McMillan |         |         |
| 1972  | 1er tour (1/16) K. Tanabe \|\| style="text-align:left;" \| A. McDonald K. Warwick | 1er tour (1/32) T. Sakai \|\| style="text-align:left;" \| B. Jovanović V. Zedník | 1er tour (1/32) T. Sakai \|\| style="text-align:left;" \| Ivan Molina Nikola Špear    | 1er tour (1/32) T. Sakai \|\| style="text-align:left;" \| Onny Parun Jeff Simpson |                                                                                     |                                                                                  |         |         |
| 1973  | —                                                                                 | —                                                                                | 1er tour (1/32) T. Sakai \|\| style="text-align:left;" \| Chanfreau G. Goven          | 2e tour (1/16) T. Sakai \|\| style="text-align:left;" \| M. Machette R. Ramírez   | 2e tour (1/16) P. Gonzales \|\| style="text-align:left;" \| Tom Okker Marty Riessen |                                                                                  |         |         |
| 1974  | —                                                                                 | —                                                                                | —                                                                                     | —                                                                                 | 2e tour (1/16) Mark Cox \|\| style="text-align:left;" \| C. Kirmayr Thomaz Koch     | —                                                                                | —       |         |
| 1975  | —                                                                                 | —                                                                                | 2e tour (1/16) H. Hose \|\| style="text-align:left;" \| J. Alexander Phil Dent        | 2e tour (1/16) Y. Tezuka \|\| style="text-align:left;" \| Bob Hewitt F. McMillan  | —                                                                                   | —                                                                                |         |         |
| 1976  | —                                                                                 | —                                                                                | 1er tour (1/32) J. Ganzábal \|\| style="text-align:left;" \| P. Dominguez F. Jauffret | —                                                                                 | —                                                                                   | —                                                                                | —       |         |

N.B. : le nom du ou de la partenaire se trouve sous le résultat ; le nom des ultimes adversaires se trouve à droite.